# April Grace
April Grace (ur. 12 maja 1962 w Lakeland na Florydzie) – amerykańska aktorka.

## Filmografia

### Jako aktorka
- 2006: Zagubiony pokój jako detektyw Lee Bridgewater
- 2006: Za linią wroga II: Oś zła jako Ellie Brilliard
- 2005: Constantine jako dr Leslie Archer
- 2004: Zabić prezydenta jako Mae Simmons
- 2004: Soleado jako Linda Hunt
- 2002: Something In Between jako Tia
- 2001: Beast, The jako Sonya Topple
- 2001: A.I. Sztuczna inteligencja jako Studentka
- 2000: Szukając siebie jako Pani Joyce
- 1999: Jesienny księżyc jako Pani Rabe
- 1999: Magnolia jako Gwenovier
- 1998: Półmrok (Twilight) jako Stenograf policyjny
- 1998: Diabelna taksówka jako Shalita
- 1998: Gra w serca jako Valery
- 1995: Headless Body in Topless Bar jako Letitia Jackson
- 1995: Safe jako Susan
- 1994: Angie jako Pielęgniarka ICU #2
- 1994: MacShayne Winner Takes All jako Kasjer w kasynie
- 1993: Star Trek: Stacja kosmiczna jako Maggie Hubbell

### Jako aktorka, gościnnie
- 2005: Medium jako Balinda Alexander
- 2004: Zagubieni (Lost) jako Pani Klugh
- 2007–2007: Życie na fali (O.C., The) jako dr Burke
- 2003–2005: Joan z Arkadii (Joan of Arcadia) jako sierżant Toni Williams
- 2002: The Shield: Świat glin (Shield, The) jako Frances Housely
- 2002: Bez śladu (Without a Trace) jako Delia Rivers
- 2001: Jordan (Crossing Jordan)
- 2000–2004: Boston Public jako Sandra Henderson
- 2000: Strong Medicine jako Aneesha
- 1998–2002: Dzień jak dzień (Any Day Now) jako Phina
- 1996–1999: Gliniarz z dżungli (Sentinel, The) jako Amy
- 1995–1997: serial telewizyjny Murder One jako Monique LaSalle (1997)
- 1994–2000: Szpital Dobrej Nadziei (Chicago Hope) jako Elizabeth Hancock Tally (1996)
- 1994–2003: Dotyk anioła (Touched by an Angel) jako Constance
- 1993–1999: Star Trek: Stacja kosmiczna (Star Trek: Deep Space Nine) jako Chorąży Maggie Hubbell
- 1993–2005: Nowojorscy gliniarze (NYPD Blue) jako Judy Foster
- 1993–2002: Z Archiwum X (X Files, The) jako Danielle Manley
- 1988–1991: China Beach jako Liść palmy nr 1
- 1987–1994: Star Trek: Następne pokolenie jako Szef transportu

### Wyróżnienia
- 2000: Florida Film Critics Circle Awards: Najlepszy Zespół Aktorów - Magnolia (1999)